# Team Joker/Saison 2014
Dieser Artikel listet Erfolge und Fahrer des Radsportteams Team Joker in der Saison 2014 auf.

## Erfolge in der UCI Europe Tour
| Datum           | Rennen                                       | Kat. | Sieger                                       |
| --------------- | -------------------------------------------- | ---- | -------------------------------------------- |
| 19. April       | Arno Wallaard Memorial                       | 1.2  | Edwin Wilson                                 |
| 26. Juni        | Norwegische Meisterschaft – Einzelzeitfahren | CN   | Reidar Bohlin Borgersen                      |
| 5. September    | 2. Etappe Okolo Jižních Čech (EZF)           | 2.2  | Reidar Bohlin Borgersen                      |
| 4.–7. September | Gesamtwertung Okolo Jižních Čech             | 2.2  | Reidar Bohlin Borgersen                      |
| 28. September   | Duo Normand                                  | 1.1  | Reidar Bohlin Borgersen Truls Engen Korsaeth |

## Zugänge – Abgänge
| Zugänge              | Team 2013                     | Abgänge                   | Team 2014               |
| -------------------- | ----------------------------- | ------------------------- | ----------------------- |
| Philip Lindau        | Team People4you-Unaas Cycling | Vegard Breen              | Lotto Belisol           |
| Jo Kogstad Ringheim  | Team People4you-Unaas Cycling | Audun Brekke Fløtten      | Motiv3 Pro-Cycling Team |
| Odd Christian Eiking | Neoprofi                      | Christer Jensen           | Motiv3 Pro-Cycling Team |
|                      |                               | Adrian Gjølberg           | Team FixIT.no           |
|                      |                               | Stian Remme               | Team FixIT.no           |
|                      |                               | Sondre Gjerdevik Sørtveit | Team FixIT.no           |

## Mannschaft
| Teamkader 2014                                 | Teamkader 2014     | Teamkader 2014 | Teamkader 2014                  |
| Name                                           | Geburtsdatum       | Land           | Vorheriges Team                 |
| ---------------------------------------------- | ------------------ | -------------- | ------------------------------- |
| Reidar Bohlin Borgersen                        | 10. April 1980     | Norwegen       | Geithus Idrettslag (2010)       |
| Vegard Robinson Bugge                          | 7. Dezember 1989   | Norwegen       |                                 |
| Odd Christian Eiking                           | 28. Dezember 1994  | Norwegen       | Bergen CK (2013)                |
| Truls Engen Korsæth                            | 16. September 1993 | Norwegen       | Lillehammer Cykleklubb (2012)   |
| Philip Lindau                                  | 18. August 1991    | Schweden       | People4you-Unaas Cycling (2013) |
| Martin Olsen                                   | 8. Januar 1992     | Norwegen       | Lillehammer Cykleklubb (2012)   |
| Jo Kogstad Ringheim(Anm.)                      | 16. Februar 1991   | Norwegen       | People4you-Unaas Cycling (2013) |
| Kristoffer Skjerping                           | 4. Mai 1993        | Norwegen       | Glåmdal Sykleklubb (2011)       |
| Oskar Svendsen(Anm.)                           | 10. April 1994     | Norwegen       |                                 |
| Edvin Wilson                                   | 25. April 1989     | Schweden       | CykelCity.se (2012)             |
| Anders Skaarseth (1. Aug.–31. Dez., Stagiaire) | 7. Mai 1995        | Norwegen       |                                 |
| Adrian Aas Stien (1. Aug.–31. Dez., Stagiaire) | 28. Oktober 1992   | Norwegen       | TVK Elite (2014)                |
|                                                |                    |                |                                 |
| Quelle: ProCyclingStats                        |                    |                |                                 |

Anmerkung: Jo Kogstad Ringheim, Karriereende des Sportlers
Anmerkung: Oskar Svendsen, Karriereende des Sportlers

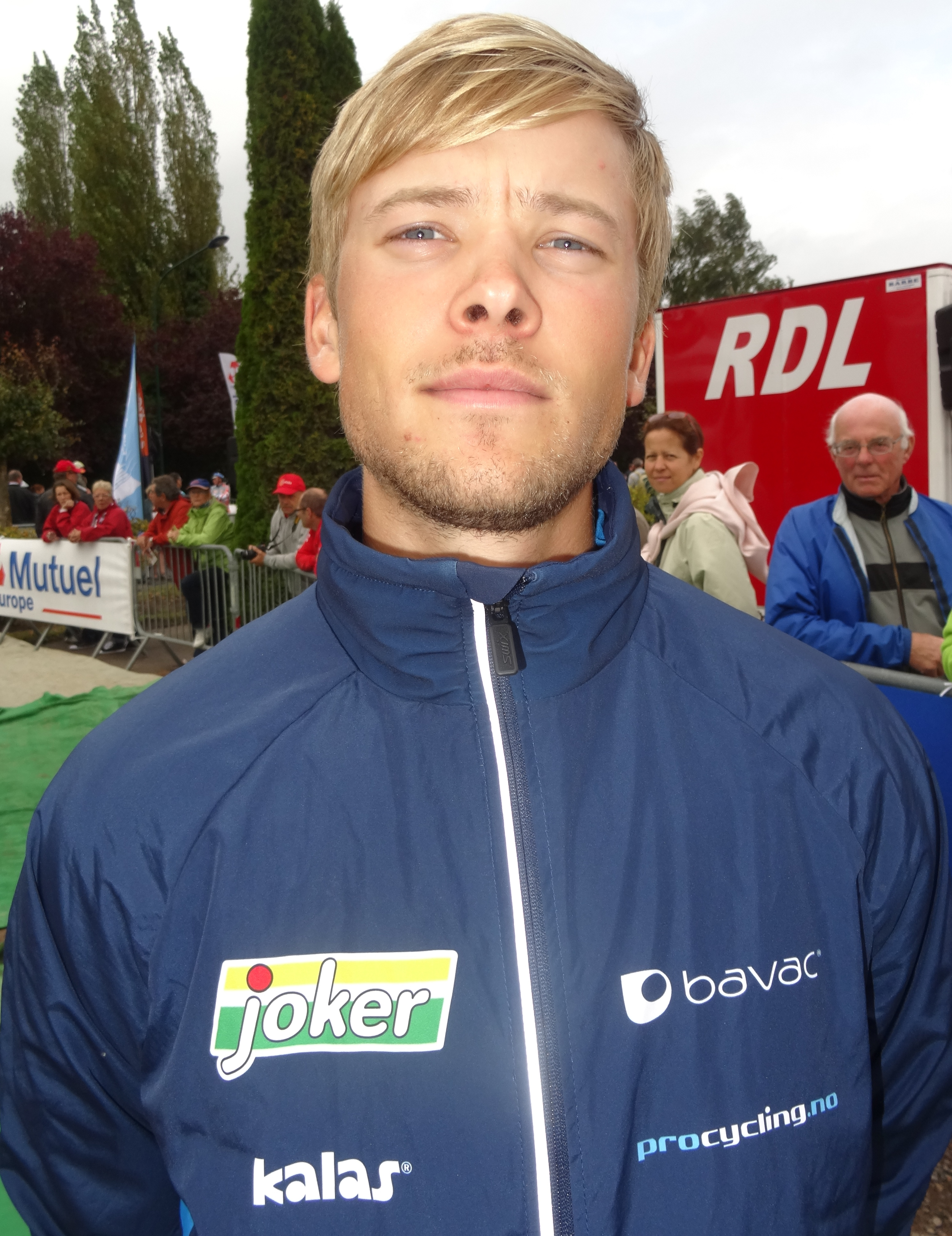
Adrian Aas Stien
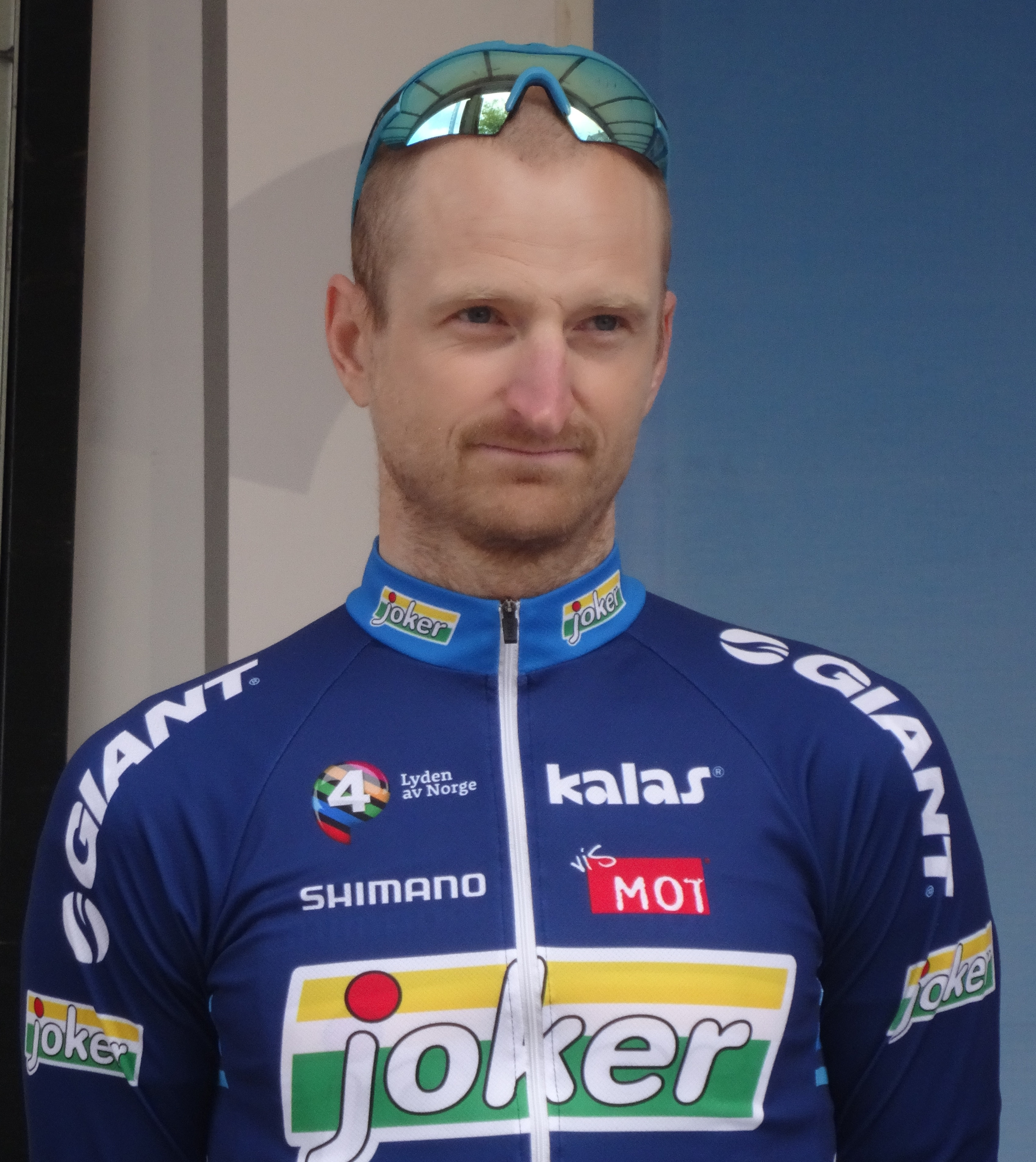
Reidar Borgersen
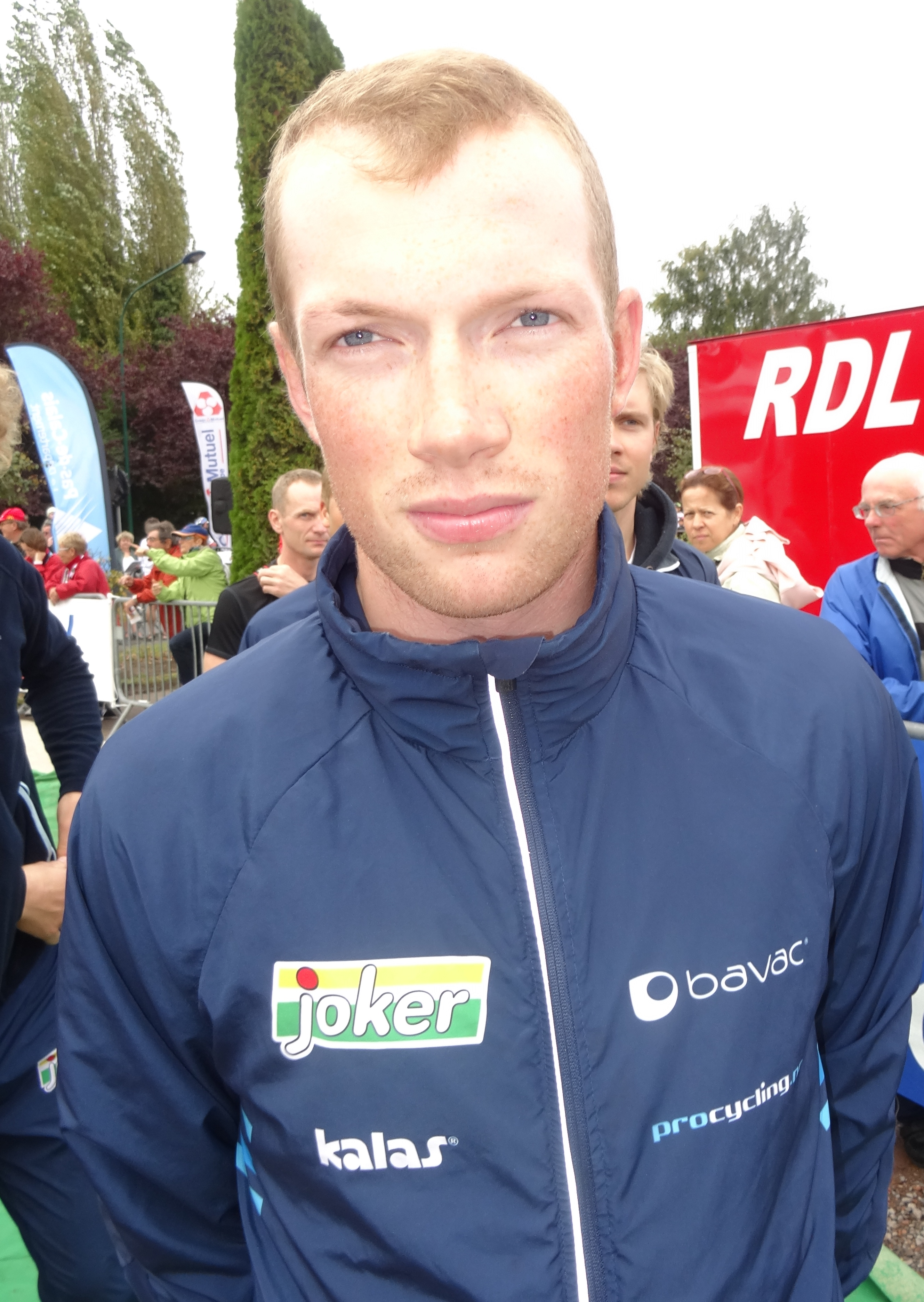
Vegard Robinson Bugge
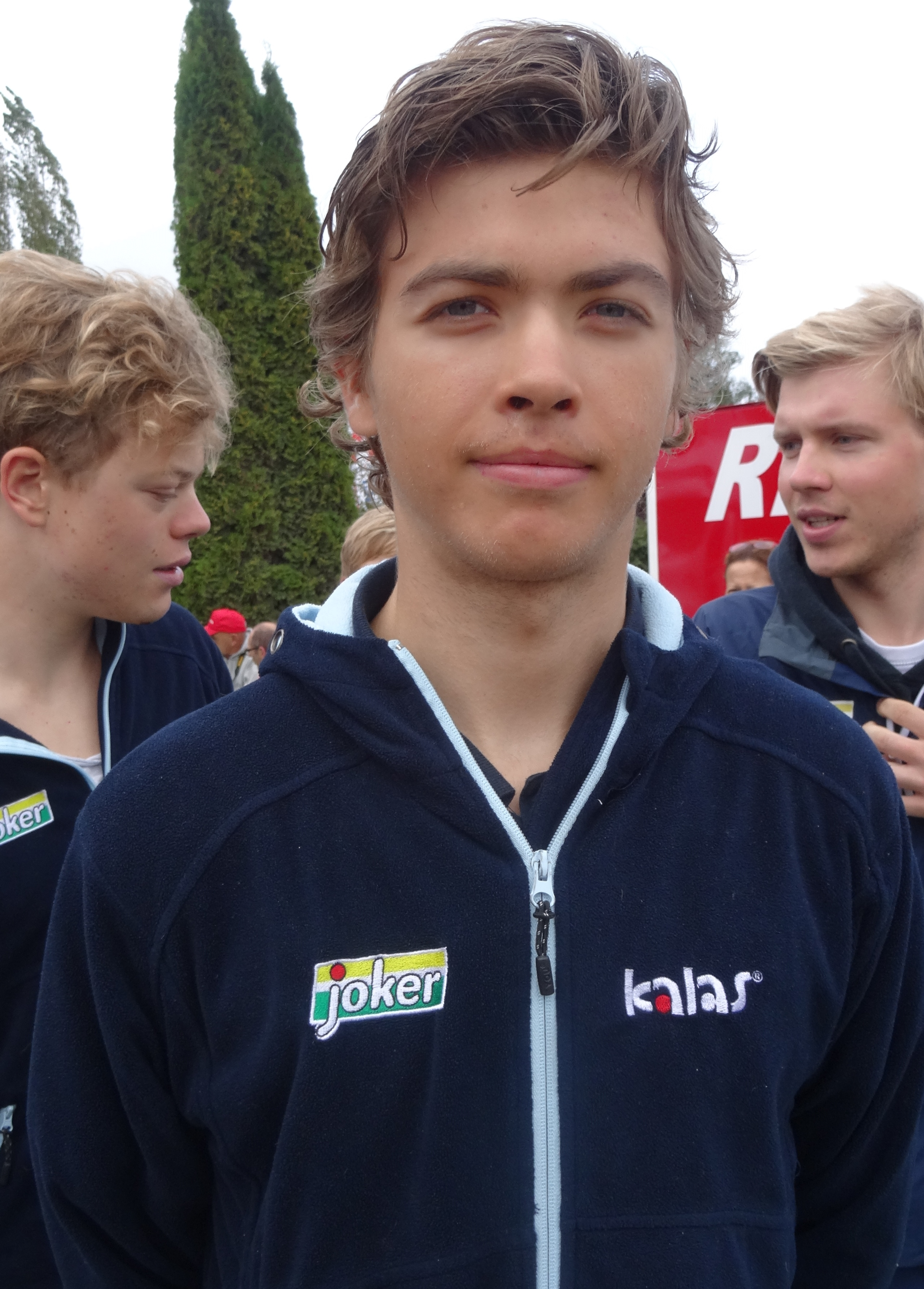
Odd Christian Eiking
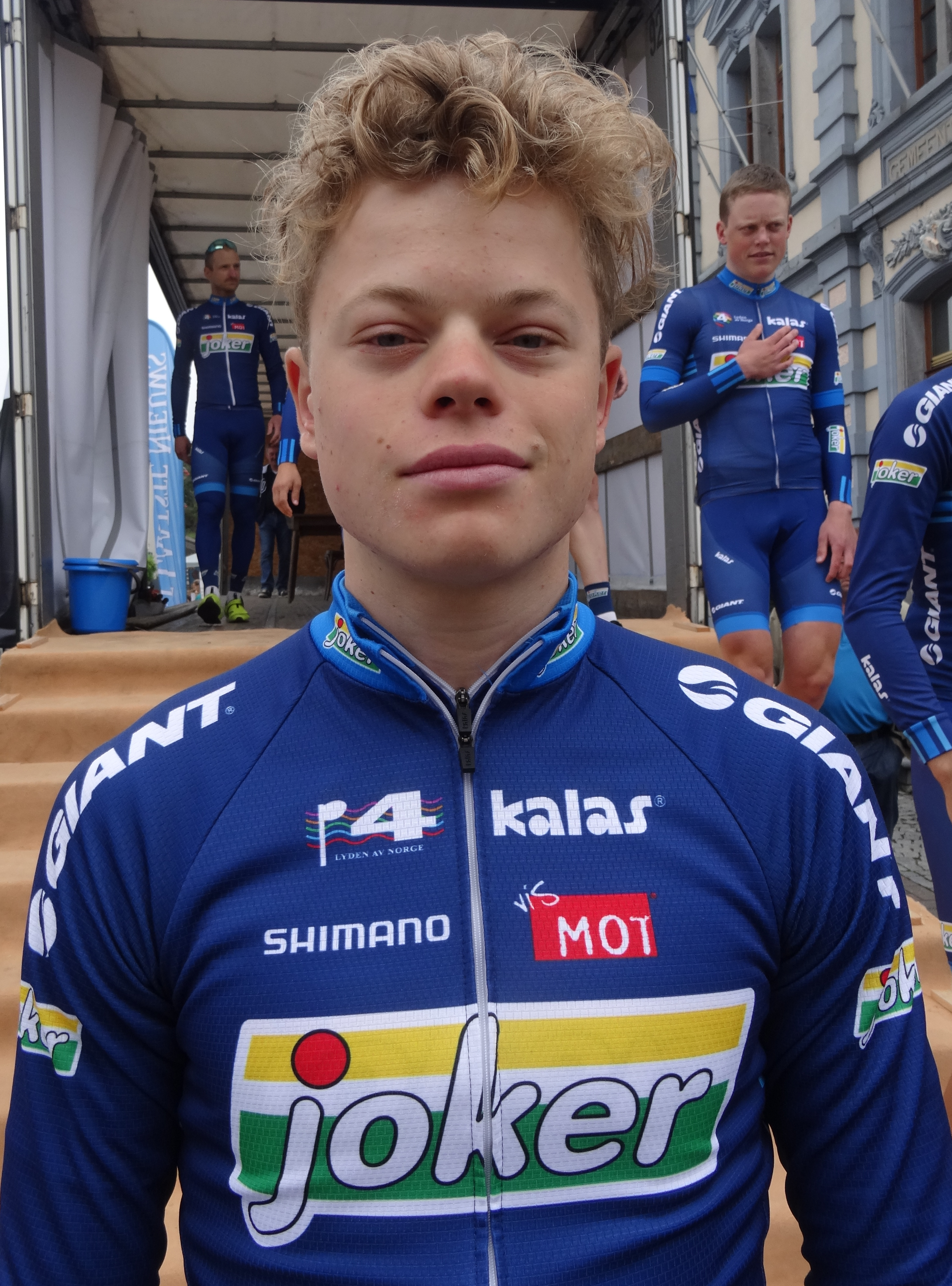
Truls Engen Korsaeth
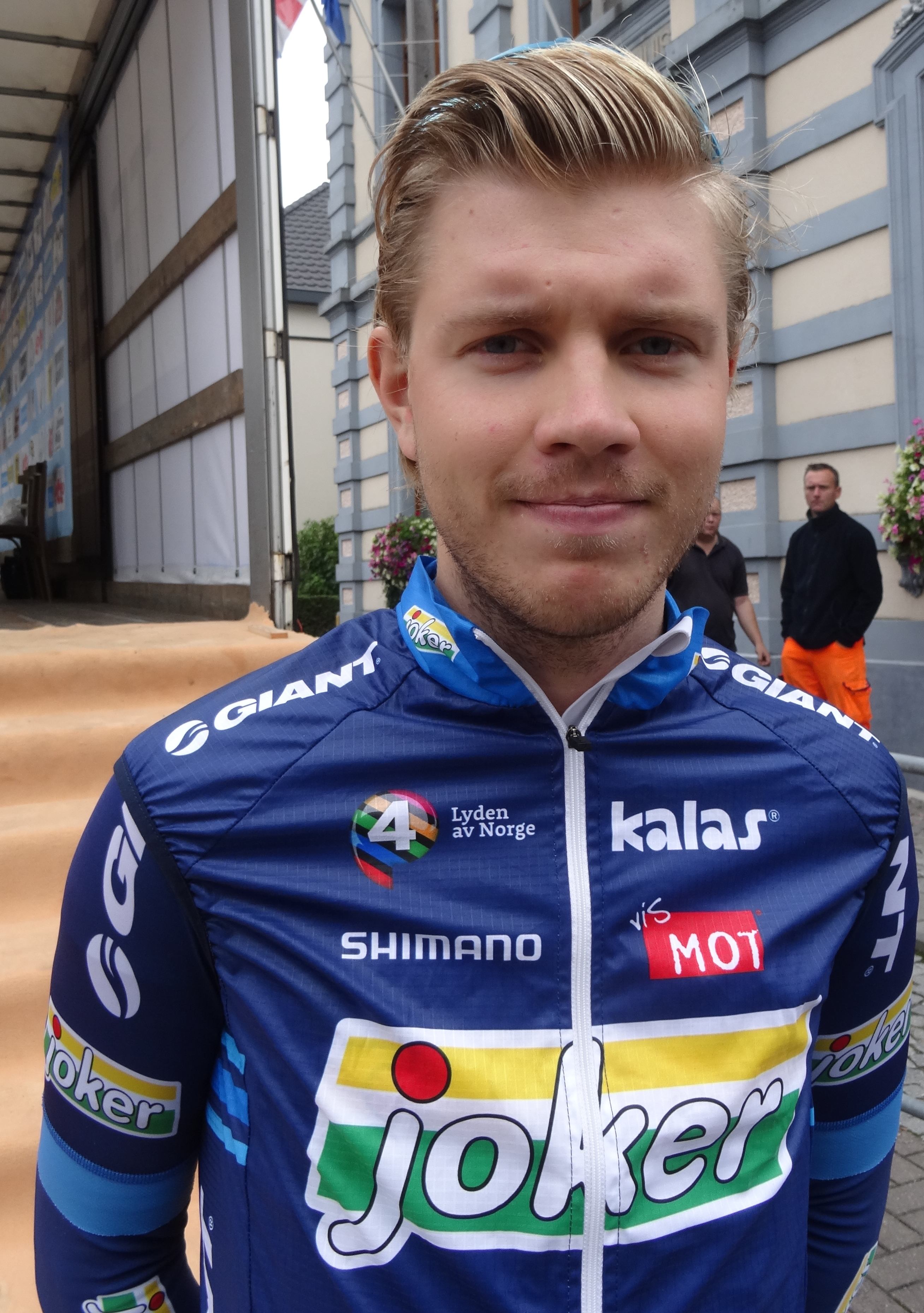
Philip Lindau
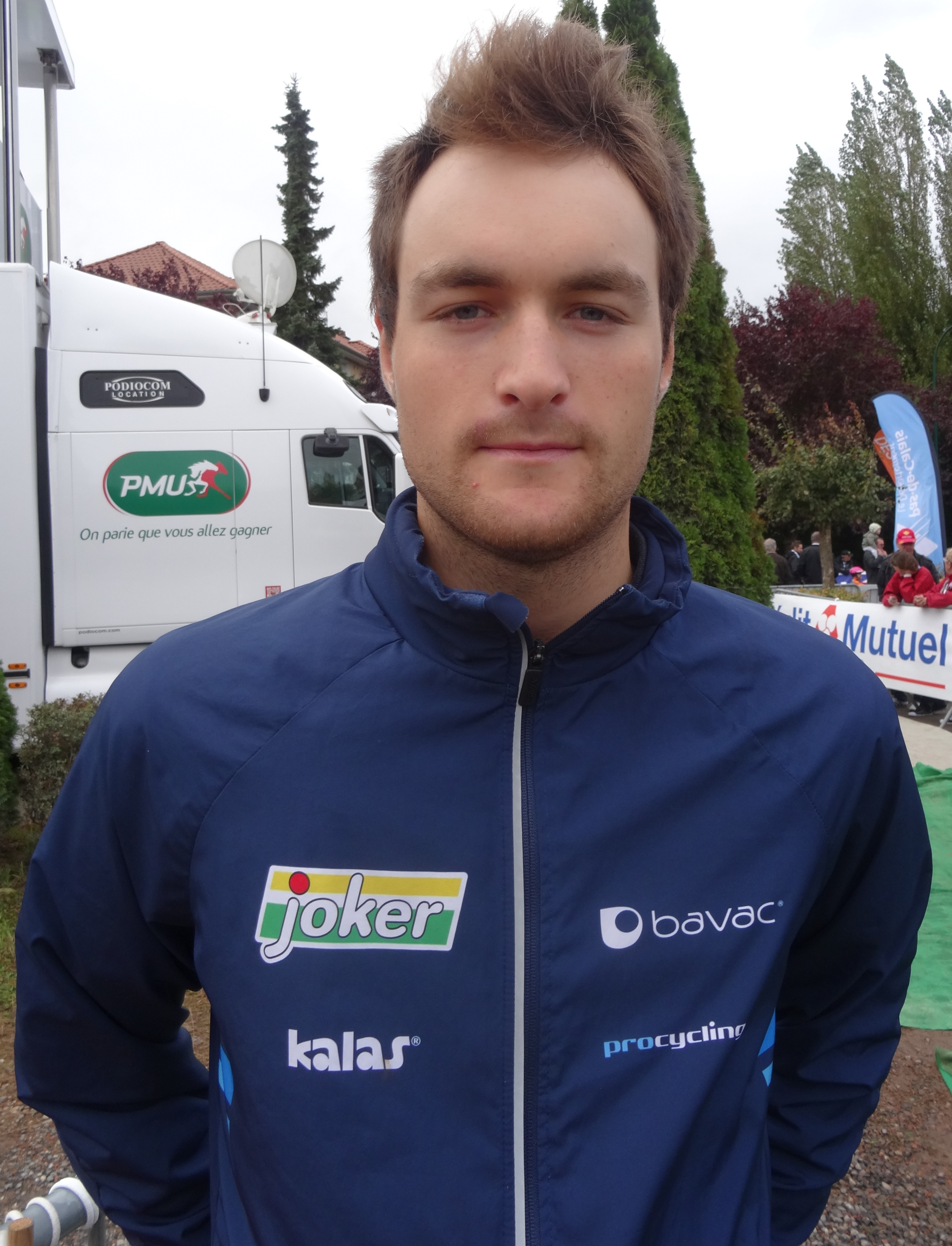
Jo Kogstad Ringheim
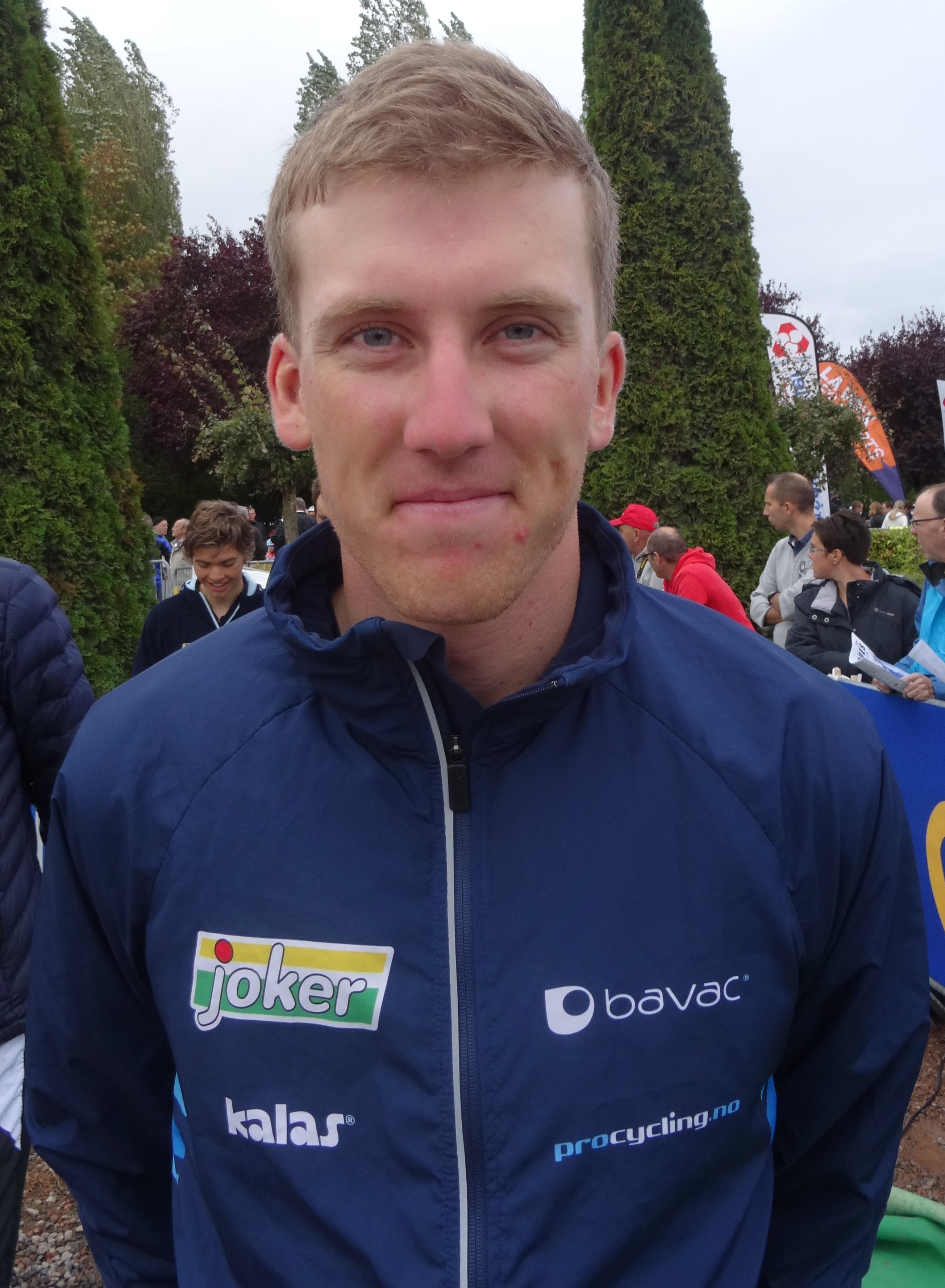
Kristoffer Skjerping
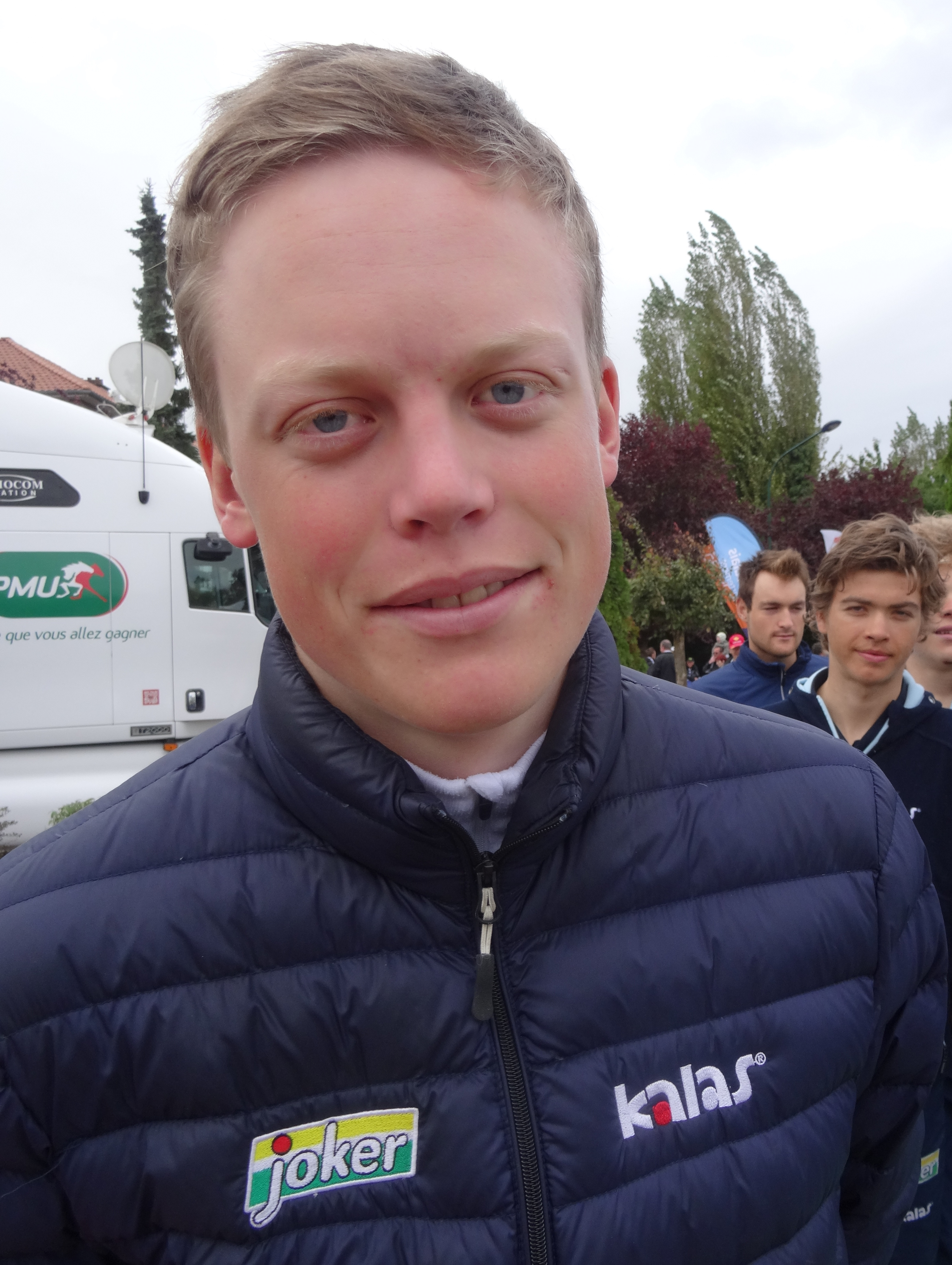
Anders Skaarseth
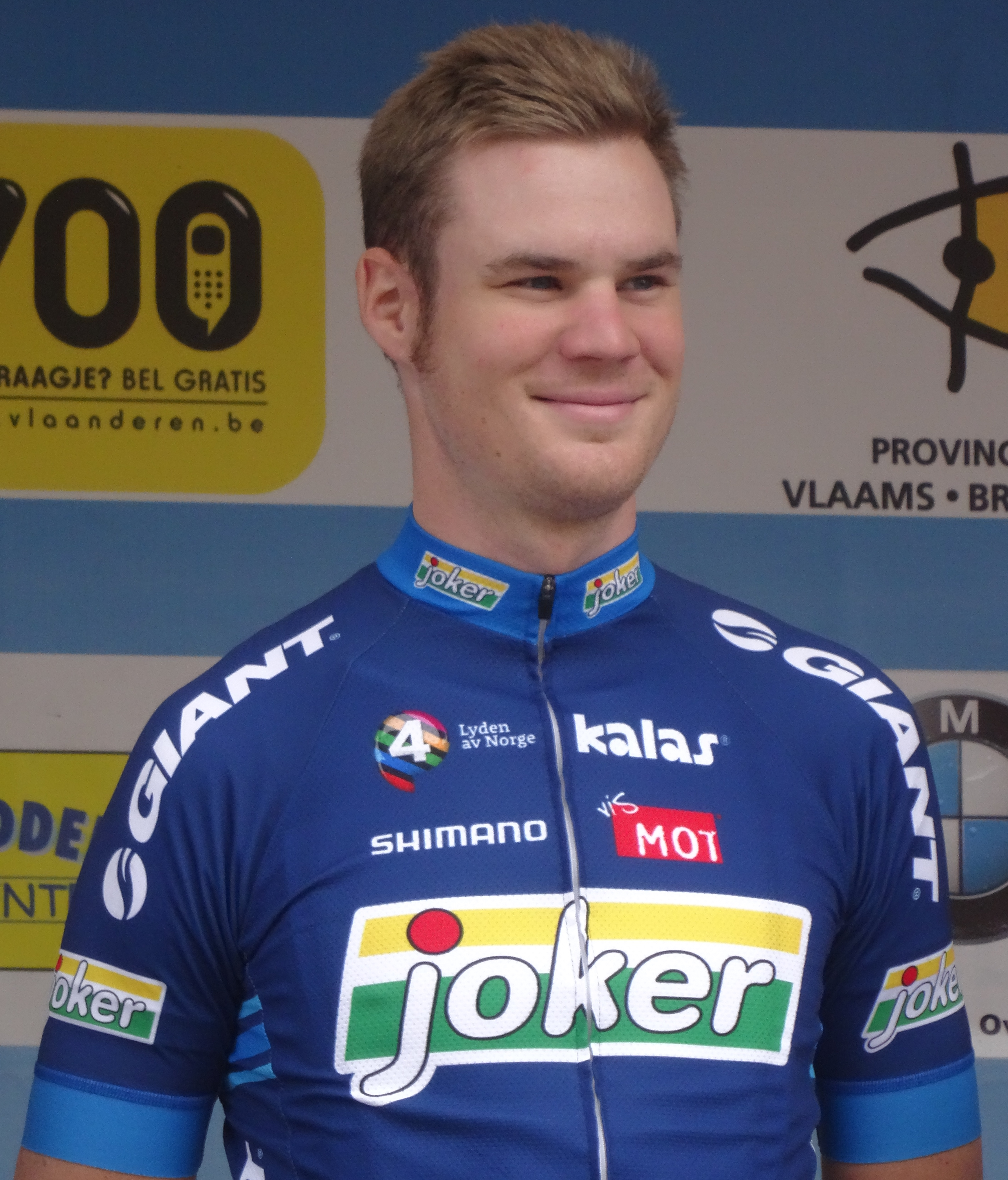
Edwin Wilson